# شارلوت رایلی
شارلوت رایلی (انگلیسی: Charlotte Riley؛ زادهٔ ۲۹ دسامبر ۱۹۸۱) بازیگر انگلیسی است. او بیشتر برای بازی در نقش سارا هرست در  سست‌عفاف (۲۰۰۸) و کاترین ارنشاو در بلندی‌های بادگیر (۲۰۰۹) شناخته می‌شود.

## اوایل زندگی و تحصیلات
رایلی در گریندون، ایالت دورهام زاده شد. او در شهرستان دورهام بزرگ شد و از سن ۹ تا ۱۸ سالگی در دبیرستان تیساید تحصیل کرد. او از سال ۲۰۰۰ تا ۲۰۰۳ در انجمن سنت کوتبرت در دورهام حضور داشت و با گروه طنز طرح، دوره بازگرداندن دورهام و در نمایشنامه‌ها و نمایش‌های موزیکال بازی می‌کرد و در رشته زبان انگلیسی و زبان فارغ التحصیل شد. وی همچنین از سال ۲۰۰۵ تا ۲۰۰۷ در آکادمی موسیقی و هنرهای نمایشی لندن شرکت کرد.

## زندگی شخصی
شارلوت با تام هاردی در ٢٠١٠ نامزد کرد و در ژوئیه ٢٠١۴ ازدواج کردند  اولین فرزند آن‌ها در اکتبر ۲۰۱۵ و دومین فرزندشان در دسامبر ٢٠۱۸ بدنیا آمد.

## فیلم‌شناسی

### سینما
- سست‌عفاف (۲۰۰۸)
- لبه فردا (۲۰۱۴)
- در دل دریا (۲۰۱۵)
- لندن سقوط کرده‌است (۲۰۱۶)

### تلویزیون
- شهر هالبی (۲۰۰۷)
- بلندی‌های بادگیر (۲۰۰۹)
- گرفتن (۲۰۰۹)
- بازرس فویل (۲۰۱۰)
- پیکی بلایندرز (۲۰۱۷، ۲۰۱۴)
- سرود کریسمس (۲۰۱۹)